# Prise de Mers-el-Kébir (1505)

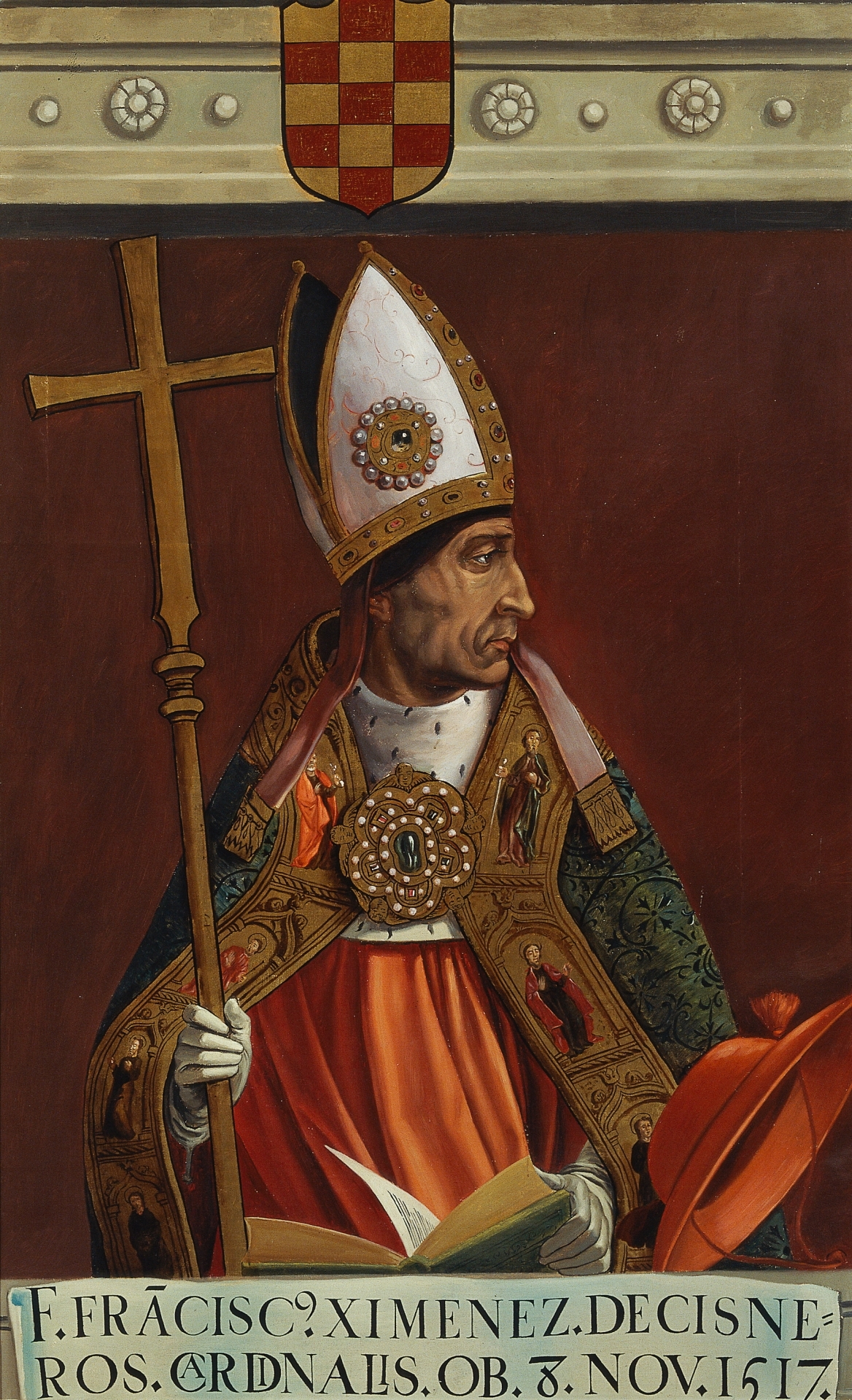
Cisneros a été un des plus ardents partisans de la conquête de la côte des Barbaresques.

La Prise de Mers-el-Kébir du 13 septembre 1505 est une des actions pour dominer la côte des Barbaresques effectuées par les troupes de Ferdinand le Catholique, qui s'est soldée par la conquête de la place de Mers el-Kébir.

## Contexte
Après la conquête de Grenade et une fois maté le soulèvement des morisques des Alpujarras, les castillans ont mis en place une flotte permanente de 33 navires, dont le noyau était constitué par deux grosses barques et deux galères, le reste des navires étant composé de légères fustes et de brigantins pour la garde de la côte espagnole et pour transporter au nord de l'Afrique les musulmans qui n'acceptaient pas le baptême. Mais parmi les convertis, il y avait des espions à la solde des corsaires barbaresques basés dans différentes places de la côte nord-africaine qui désolaient les côtes espagnoles. Une de leurs actions les plus cruelles a été en 1503 l'assaut de Cullera avec 17 fustes, d'où ont été amenés 150 captifs.
Le cardinal Cisneros était partisan, comme l'avait été Alphonse X le Sage, de conquérir la côte nord-africaine, para ainsi empêcher les attaques pirates contre les côtes espagnoles. Le pape, en 1494, avait reconnu au Portugal le droit de conquérir le royaume de Fès, et avait laissé à l'Espagne celui de s'emparer de celui de Tlemcen.
Le 17 septembre 1497, les troupes du duc de Medina Sidonia, commandées par Pedro Estopiñán (es), avaient pris la place de Melilla.
Depuis la Sicile, à la demande du roitelet de l'île de Djerba, des troupes espagnoles avaient occupé l'île et hissé leur fanion sur le château le 8 septembre 1497. Mais au début de la seconde campagne d'Italie, en 1500, on a abandonné l'île.
Une fois terminée la campagne d'Italie, Cisneros a insisté sur la nécessité d'occuper les ports barbaresques, et, pour éviter les objections de Ferdinand le Catholique, il avait offert de participer aux frais de l'expédition.

## Préparatifs
Une fois décidée l'expédition, ont été réunis dans le port de Malaga les six galères de Catalogne, divers navires et les caravelles d'Andalousie, pouvant embarquer 7 000 hommes en armes, les munitions et les rations. Le commandement en mer a été confié au catalan Raimond de Cardona et sur terre, à Diego Fernández de Córdoba (es), avec comme objectif de l'expédition Mers el-Kébir. Comme l'a écrit Andrés Bernáldez (es) : 
« Sont partis sept mille hommes ou plus, sur cent soixante dix bateaux à voile. »
— Andrés Bernáldez, 
Mers el-Kébir, le Portus Magnus des romains, était une rade ouverte aux vents du sud-ouest, refuge de corsaires. Le port était protégé par un château-fort et bien muni d'artillerie. Il avait été attaqué sans succès par des troupes portugaises en 1496 et 1501.
La flotte a appareillé de Malaga le 20 août 1505, mais des vents contraires l'ont obligé à revenir au port. Le 3 septembre, elle a essayé encore de sortir, mais pour la même raison, elle a été obligée à se réfugier à Almería. Finalement le 9 septembre, elle a pris la mer, arrivant le 11 en vue de la côte de Mers el-Kébir.
Les barbaresques, alertés par ses espions de Malaga de la sortie et des intentions de l'escadre, avaient concentré de nombreuses forces dans les environs de Mers el-Kébir, mais, devant le retard de la flotte, ils ont cru qu'elle se dirigeait vers une autre destination et ils se sont dispersés.

## Attaque
Pendant que trois grosses nefs des basques Juan de Lezcano (es) (ou Lazcano) et Flores de Marquina qui avaient renforcé leurs flancs avec des sacs de laine, se sont approchées le plus possible du château et l'ont soumis à un intense bombardement, attirant sur elles le feu de l'artillerie, l'infanterie a débarqué sous une pluie torrentielle, et s'est emparée des hauteurs proches de Mers el-Kébir et a creusé des tranchées sur place.
Le jour suivant, 12 septembre, les maures ont attaqué avec leur cavalerie les positions castillanes qui, grâce à la présence des tranchées, ont résisté à l'attaque. Les défenseurs du château ont proposé une trêve jusqu'au 13, promettant de rendre la place s'ils ne recevaient pas l'aide du roi de Tlemcen. La trêve a été acceptée, et comme aucune troupe maure n'est arrivée le 13 septembre, les assiégés sont sortis avec leurs familles et biens, laissant les espagnols occuper le château. Après avoir pris position dans la place forte, les espagnols ont vu une grande troupe maure qui venait au secours de la place. Cette troupe voyant le château perdu, s'est dirigée vers Oran.
Une garnison de 500 soldats et 100 cavaliers est resté à Mers el-Kébir, et le 24 septembre, la flotte est retournée à Malaga.
Mais, comme on pouvait le prévoir, les populations voisines n'ont cessé d'assiéger la garnison débarquée la privant d'eau et de bois. À nouveau c'est la flotte, sous le commandement d'un aragonais mais avec des barques de Cordoue cette fois, qui a approvisionné les conquérants du nécessaire pour subsister.